# Championnat de Suisse de football 1920-1921
Navigation
Édition précédente Édition suivante
La 24e édition du championnat de Suisse de football est remportée par le Grasshopper-Club Zurich.
Le BSC Young Boys termine deuxième. Le Servette FC complète le podium. 
Le championnat est divisé en trois groupes de huit. Les premiers de chaque groupe sont qualifiés pour la phase finale décidant du champion. Les derniers de chaque groupe jouent des matchs de barrage de relégation contre les premiers de deuxième division. Aucun club n'est promu ni relégué à l'issue de ces matchs de barrage.

## Les clubs de l'édition 1920-1921
| Club                     | Ville             |
| ------------------------ | ----------------- |
| Blue Stars Zurich        | Zurich            |
| BSC Old Boys             | Bâle              |
| BSC Young Boys           | Berne             |
| Cantonal Neuchâtel       | Neuchâtel         |
| Étoile La Chaux-de-Fonds | La Chaux-de-Fonds |
| FC Aarau                 | Aarau             |
| FC Bâle                  | Bâle              |
| FC Berne                 | Berne             |
| FC Biel-Bienne           | Bienne            |
| FC Brühl Saint-Gall      | Saint-Gall        |
| FC Fribourg              | Fribourg          |
| FC Genève                | Genève            |
| FC La Chaux-de-Fonds     | La Chaux-de-Fonds |
| FC Lucerne               | Lucerne           |
| FC Nordstern Bâle        | Bâle              |
| FC Saint-Gall            | Saint-Gall        |
| FC Winterthur            | Winterthour       |
| FC Zurich                | Zurich            |
| Grasshopper-Club Zurich  | Zurich            |
| Lausanne-Sports          | Lausanne          |
| Montreux-Sports          | Montreux          |
| Neumünster Zurich        | Zurich            |
| Servette FC              | Genève            |
| Young Fellows Zurich     | Zurich            |

## Compétition

### Classements
Le classement est établi sur le barème de points classique (victoire à 2 points, match nul à 1, défaite à 0).

#### Groupe Ouest
| Rang | Équipe                   | Pts | J  | G | N | P  | Bp | Bc | Diff |
| ---- | ------------------------ | --- | -- | - | - | -- | -- | -- | ---- |
| 1    | Servette FC              | 21  | 14 | 9 | 3 | 2  | 31 | 11 | +20  |
| 2    | FC Cantonal Neuchâtel    | 18  | 14 | 8 | 2 | 4  | 29 | 16 | +13  |
| 3    | FC La Chaux-de-Fonds     | 17  | 14 | 7 | 3 | 4  | 26 | 18 | +8   |
| -    | Étoile La Chaux-de-Fonds | 17  | 14 | 7 | 3 | 4  | 20 | 17 | +3   |
| 5    | FC Fribourg              | 12  | 14 | 3 | 6 | 5  | 16 | 21 | -5   |
| 6    | Lausanne-Sports          | 11  | 14 | 2 | 7 | 5  | 21 | 30 | -9   |
| -    | FC Genève                | 11  | 14 | 3 | 5 | 6  | 14 | 21 | -7   |
| 8    | Montreux-Sports          | 5   | 14 | 2 | 1 | 11 | 16 | 39 | -23  |

|  | Qualification pour la phase finale |
|  | Barrages de relégation             |

Barrage de relégation
Le Montreux-Sports, dernier du groupe Ouest, affronte le leader du groupe Ouest de deuxième division, l'Urania Genève Sport en barrage de relégation.
| Équipe 1        | Résultat | Équipe 2            | Aller | Retour | Match 3 |
| --------------- | -------- | ------------------- | ----- | ------ | ------- |
| Montreux-Sports | 8 - 2    | Urania Genève Sport | 4 - 2 | 4 - 0  |         |

#### Groupe Centre
| Rang | Équipe            | Pts | J   | G | N | P  | Bp | Bc | Diff |
| ---- | ----------------- | --- | --- | - | - | -- | -- | -- | ---- |
| 1    | BSC Young Boys    | 22  | 15* | 9 | 4 | 2  | 30 | 15 | +15  |
| 2    | BSC Old Boys      | 20  | 15* | 9 | 2 | 4  | 32 | 22 | +10  |
| 3    | FC Biel-Bienne    | 19  | 14  | 7 | 5 | 2  | 26 | 12 | +14  |
| 4    | FC Nordstern Bâle | 16  | 14  | 6 | 4 | 4  | 23 | 17 | +6   |
| 5    | FC Berne          | 13  | 14  | 5 | 3 | 6  | 26 | 30 | -4   |
| 6    | FC Aarau          | 12  | 14  | 3 | 6 | 5  | 13 | 20 | -7   |
| 7    | FC Bâle           | 8   | 15* | 3 | 2 | 10 | 20 | 29 | -9   |
| 8    | FC Lucerne        | 6   | 15* | 2 | 2 | 11 | 17 | 42 | -25  |

* : Possible match de play-off pour départager les deux équipes.
|  | Qualification pour la phase finale |
|  | Barrages de relégation             |

Barrage de relégation
Le barrage oppose le FC Lucerne, dernier du groupe Centre, au FC Solothurn, leader du groupe Centre de deuxième division. Le score cumulé de la confrontation aller-retour étant nul, un troisième match est joué pour départager les deux équipes.
| Équipe 1   | Résultat | Équipe 2     | Aller | Retour | Match 3 |
| ---------- | -------- | ------------ | ----- | ------ | ------- |
| FC Lucerne | 7 - 6    | FC Solothurn | 2 - 0 | 1 - 3  | 4 - 3   |

#### Groupe Est
| Rang | Équipe                  | Pts | J  | G  | N | P  | Bp | Bc | Diff |
| ---- | ----------------------- | --- | -- | -- | - | -- | -- | -- | ---- |
| 1    | Grasshopper-Club Zurich | 22  | 14 | 10 | 2 | 2  | 32 | 16 | +16  |
| 2    | FC Winterthur           | 18  | 14 | 8  | 2 | 4  | 35 | 25 | +10  |
| 3    | FC Zurich               | 17  | 14 | 8  | 1 | 5  | 31 | 24 | +7   |
| 4    | Blue Stars Zurich       | 16  | 14 | 7  | 2 | 5  | 23 | 27 | -4   |
| 5    | FC Saint-Gall           | 14  | 14 | 6  | 2 | 6  | 37 | 21 | +16  |
| 6    | Neumünster Zurich       | 12  | 14 | 3  | 6 | 5  | 21 | 30 | -9   |
| 7    | Young Fellows Zurich    | 9   | 14 | 4  | 1 | 9  | 23 | 41 | -18  |
| 8    | FC Brühl Saint-Gall     | 4   | 14 | 1  | 2 | 11 | 17 | 35 | -18  |

|  | Qualification pour la phase finale |
|  | Barrages de relégation             |

Barrage de relégation
Le barrage oppose le FC Brühl Saint-Gall, dernier du groupe Est, au FC Baden, leader du groupe Est de deuxième division. 
| Équipe 1            | Résultat | Équipe 2 | Aller | Retour |
| ------------------- | -------- | -------- | ----- | ------ |
| FC Brühl Saint-Gall | 10 - 0   | FC Baden | 6 - 0 | 4 - 0  |

#### Phase finale
Matchs
| Équipe 1                | Résultat | Équipe 2       | Date          | Lieu     |
| ----------------------- | -------- | -------------- | ------------- | -------- |
| Grasshopper-Club Zurich | 5 - 0    | Servette FC    | 17 avril 1921 | Berne    |
| BSC Young Boys          | 3 - 1    | Servette FC    | 24 avril 1921 | Lausanne |
| Grasshopper-Club Zurich | 3 - 0    | BSC Young Boys | 8 mai 1921    | Zurich   |

Classement
| Rang | Équipe                  | Pts | J | G | N | P | Bp | Bc | Diff |
| ---- | ----------------------- | --- | - | - | - | - | -- | -- | ---- |
| 1    | Grasshopper-Club Zurich | 4   | 2 | 2 | 0 | 0 | 8  | 0  | +8   |
| 2    | BSC Young Boys          | 2   | 2 | 1 | 0 | 1 | 3  | 4  | -1   |
| 3    | Servette FC             | 0   | 2 | 0 | 0 | 2 | 1  | 8  | -7   |

|  | Champion de Suisse |

## Bilan de la saison
| Tableau d'Honneur                 |                         |
| Compétition                       | Vainqueur               |
| Championnat de Suisse de football | Grasshopper-Club Zurich |
| Coupe de Suisse de football       | FC Berne                |

| Promotions et relégations |       |
| Promus                    | Aucun |
| Relégués                  | Aucun |